# Preble (New York)
Pour les articles homonymes, voir Preble.
Preble est une ville située dans le comté de Cortland, dans l'État de New York, aux États-Unis,. En 2010, elle comptait une population de 1 393 habitants, estimée au 1er juillet 2016 à 1 327 habitants.

## Démographie
Lors du recensement de 2010, la ville comptait une population de 1 393 habitants. Elle est estimée, en 2016, à 1 327 habitants.